# 札幌市交通局130形電車
札幌市交通局130形電車（さっぽろしこうつうきょく130がたでんしゃ）は、札幌市交通局の前身である札幌市電気局が1931年に導入した札幌市電の路面電車車両である。

## 概要
1931年（昭和6年）に導入された半鋼製4輪単車。130～138号の9両。
120形までの木造から半鋼製となり、後の150形、170形は同一設計である。ボギー車導入までは主力車種として活躍した。モーター出力が向上したため、冬季の運転にも強かった。
1959年（昭和34年）に道産電車220形・230形に主要機器を譲って全車廃車となった。

## 主要諸元
- 全長：8,230mm
- 全幅：2,210mm
- 全高：3,445mm
- 自重：7.0t
- 定員：42人
- 出力・駆動方式：22.38kW×2・吊り掛け式
- 台車型式：新潟鉄工所SB